# Egidio Marzona
Egidio Marzona (* 1944 in Bielefeld) ist ein italienischer Kunstsammler, Mäzen und Verleger.
Seine Sammlung gilt als die größte und bedeutendste Kunstsammlung zur Avantgarde des 20. Jahrhunderts weltweit.

## Leben und Werk
Der Großvater von Egidio Marzona wanderte um 1900 aus dem Friaul im Nordosten Italiens nach Deutschland aus und baute hier Schiffshebewerke; Marzonas Vater war Besitzer eines Betonwerks. Marzona selbst arbeitete als Galerist und Verleger. Seit 1968 sammelt er Werke der Arte Povera, des Minimalismus, der Land Art und der Konzeptkunst. Marzonas Interesse galt dabei nicht nur den Kunstwerken selbst, sondern auch wie und in welchem Umfeld sie erschaffen wurden, weshalb er ergänzend zur Sammlung ein Archiv von etwa 40000 Briefen, Fotografien, Entwürfen, Zeitschriften und Katalogen anlegte.
1972 gründete er in Bielefeld eine Galerie und kurze Zeit später den Verlag Edition Marzona.
Marzona lebt zeitweise in Berlin und Italien in Villa di Verzegnis im Friaul. Hier stellt er ganzjährig und kostenlos zeitgenössische Kunst in einem Freilichtmuseum aus. Die Ausstellung ist Teil des musealen Systems von Karnien.
Marzona wurde 2014 mit dem Verdienstorden des Landes Berlin ausgezeichnet.

### Die Sammlung Marzona in Berlin
Am 10. Juli 2002 verkündete Julian Nida-Rümelin, dass die Stiftung Preußischer Kulturbesitz mehr als 600 Kunstwerke von Marzona erhalten hat. Davon wurden 213 zu einem Drittel des Marktwerts käuflich erworben, 283 als Leihgabe mit dem Recht auf Ankauf zur Verfügung gestellt und die restlichen Werke vom Sammler geschenkt. Neben den Kunstwerken gab Marzona auch mehr als 40000 Archivalien und Ephemera an die Stiftung Preußischer Kulturbesitz ab. 2014 schenkte Marzona der Stiftung Preußischer Kulturbesitz weitere 372 Werke.
Zur Kollektion gehören unter anderem Werke von Bruce Nauman, Lawrence Weiner, Richard Serra, Richard Nonas, Dan Graham, Jannis Kounellis, Mario Merz und Richard Long.
Von Januar 2014 bis Mai 2016 wurde die Sammlung in neun Ausstellungen der Reihe A–Z. Die Sammlung Marzona im Hamburger Bahnhof – Museum für Gegenwart der Öffentlichkeit präsentiert.

### Das Archiv der Avantgarden in Dresden
Am 6. Dezember 2016 schenkte Marzona dem Freistaat Sachsen das von ihm zusammengetragene Archiv der Avantgarden des 20. Jahrhunderts, das seitdem Teil der Staatlichen Kunstsammlungen Dresden ist. Seit dem 10. Oktober 2017 wurde es in einem Interim im Japanischen Palais in Dresden präsentiert. Ab dem 5. Mai 2024 bekam es im benachbarten Blockhaus einen eigenen Standort.

### Marzona Stiftung Neue Saalecker Werkstätten
2018 errichtete Egidio Marzona die „Marzona Stiftung neue Saalecker Werkstätten“ mit Sitz in Naumburg (Saale). Die gemeinnützige Stiftung widmet sich der Förderung von Designern, Handwerkern, Architekten und Künstlern durch die Vergabe von Stipendien, die Schaffung von Bildungsangeboten und den Austausch von Akteuren aus Politik, Kultur und Wirtschaft. Außerdem befasst sich die Stiftung mit der Erhaltung, Erforschung und Vermittlung der Saalecker Werkstätten im historischen und zeitgeschichtlichen Kontext.
Seit 2020 finden an der durch die „Marzona Stiftung Neue Saalecker Werkstätten“ gegründeten Design Akademie Saaleck in den Gebäuden der ehemaligen Saalecker Werkstätten erste internationale Fellowship-Programme sowie Bildungs- und Informationsveranstaltungen statt. Die Sanierung der denkmalgeschützten Anlage nach einem Masterplan der dänischen Architektin Dorte Mandrup soll 2025 abgeschlossen sein.